# Dogo chileno
El dogo chileno es una raza de perro de tipo dogo originaria de Chile.

## Historia
Esta raza fue creada durante el siglo XIX, cuando María Colina y Juan Alvarado llegaron a Chile desde Francia, y con ellos trajeron unos dogos de Burdeos de línea Toulouse. Estos perros se cruzaron entre sí, pero comenzaron a hacerlo también con mestizos de vizsla y pit bull terrier americano, luego de un tiempo María y Juan comenzaron a cruzar más parejas de pitbull y vizsla, dentro de estos perros también se encontraba sangre de dogo de Burdeos. De estas características nació el dogo chileno.

## Características

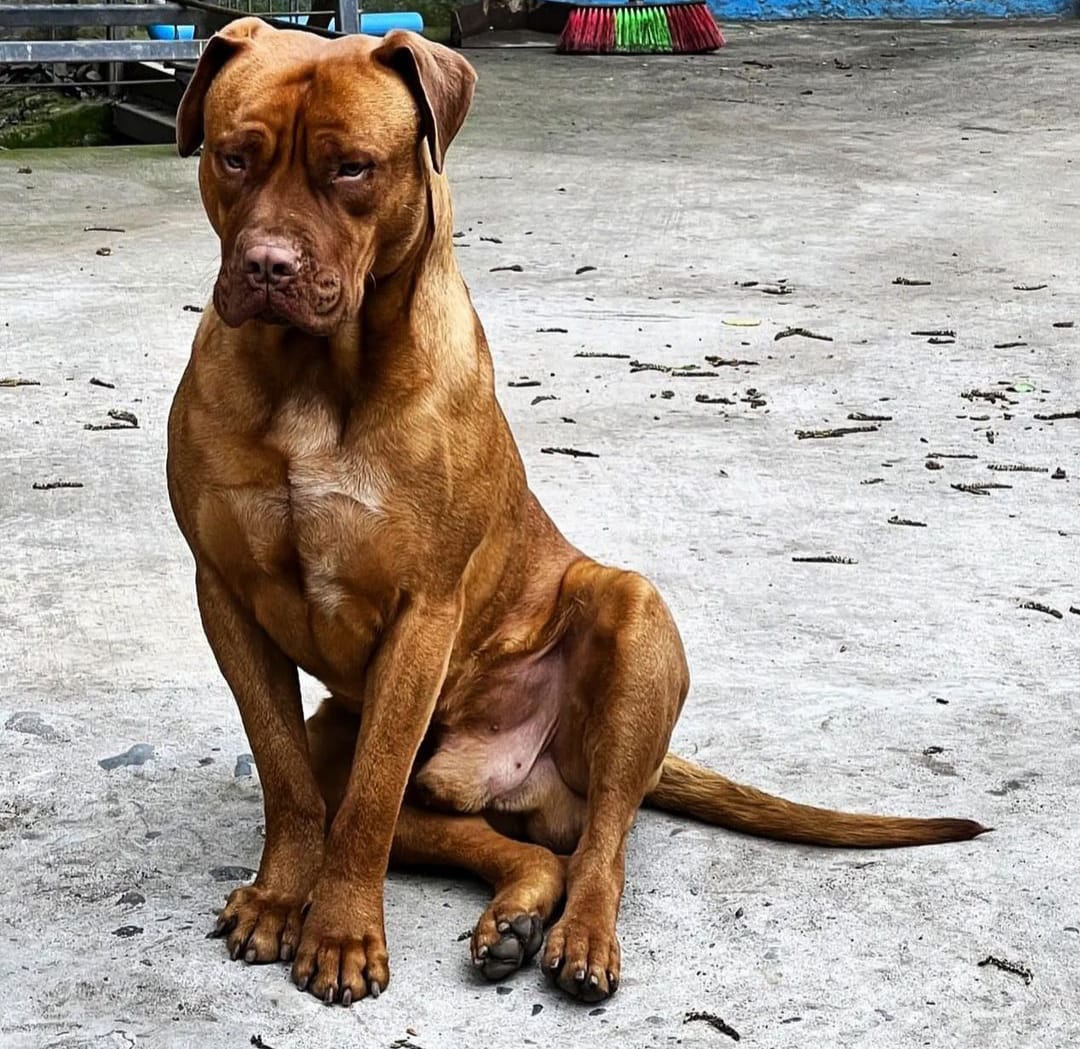
Ejemplar de dogo chileno

El color se prefiere anaranjado, café rojizo o marrón. Los machos miden entre 60 y 68 cm de alto al hombro y pesan entre 45 y 50 kg, las hembras miden entre 58 y 65 cm  y pesan entre 43 y 48 kg.
La cabeza es grande, ancha y poderosa. Las orejas deben ser triangulares y caídas a los costados. Los ojos  son de tamaño medio y almendrados. La nariz debe ser proporcionalmente grande. El hocico es ancho, y la mordida es en tijera y bastante fuerte. El cuello es alargado, fuerte y musculoso.